# Siphocampylus moritzianus
Siphocampylus moritzianus är en klockväxtart som beskrevs av Franz Elfried Wimmer. Siphocampylus moritzianus ingår i släktet Siphocampylus och familjen klockväxter.
Artens utbredningsområde är Venezuela. Inga underarter finns listade i Catalogue of Life.